# 480 av. J.-C.
Cette page concerne l'année 480 av. J.-C. du calendrier julien proleptique.

## Événements
- Printemps, deuxième guerre médique : début de l'invasion de la Grèce par les Perses. Une immense armée, dirigée par Xerxès Ier franchit l'Hellespont sur deux ponts de bateaux, appuyée par une flotte qui atteint la Thessalie en longeant la côte[1]. Les Perses (environ 250 000 hommes) et les Grecs se font face au sud de la Thessalie, les Grecs occupant une forte position défensive aux Thermopyles. Mais une trahison permet à Xerxès Ier, en juillet, de contourner les Grecs dans la montagne obligeant ces derniers à faire retraite vers le sud laissant à Léonidas Ier, roi de Sparte et à ses 300 Spartiates ainsi qu'à 700 Thespiens le soin de retarder au maximum les Perses en faisant le sacrifice de leur vie[2].
  - Les Perses, pour éviter un nouveau désastre au mont Athos, mettent trois ans à creuser un canal au nord de la presqu’île. Ils lancent des ponts sur le Strymon, établissent un port à l’embouchure du fleuve et constituent des entrepôts de grains en Thrace et en Macédoine. Deux ponts de bateaux sont placés sur l’Hellespont. Détruits par une tempête, ils sont reconstruits par le grec Harpale et permettent le passage de l’armée en Europe[3].

- 26 juillet : début à Rome du consulat de M. Fabius Vibulanus (pour la seconde fois) et Cn. Manlius Cincinnatus[4].

- 16-24 août[5] :
  - bataille des Thermopyles. La Grèce centrale et l'Attique sont envahies. Les Béotiens combattent alors du côté des Perses.
  - Bataille navale du cap Artémision, situé au nord de l'ile d'Eubée, entre Perses et Grecs. La flotte grecque commandée par Eurybiade de Sparte y tient tête pendant environ 3 jours à la flotte perse. Elle se replie à Salamine à l’annonce de la mort de Léonidas.
  - Cléombrote Ier devient roi de Sparte, succédant ainsi à son frère Léonidas Ier[6].

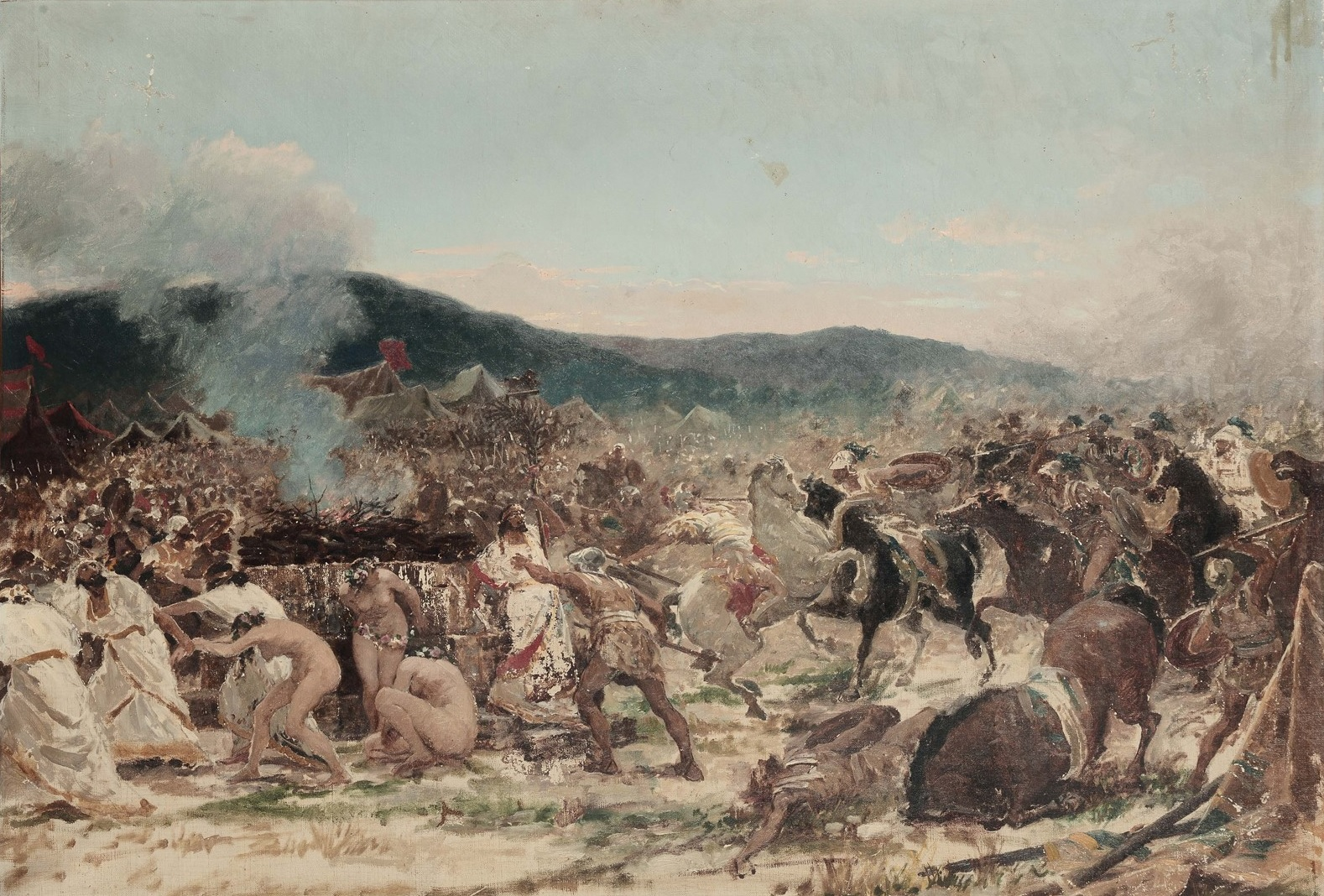
La bataille d'Himère, Giuseppe Sciuti, 1873.

- Fin de l'été : victoire de Gélon, tyran de Syracuse et de Théron d'Agrigente sur les Carthaginois commandés par Hamilcar à la bataille d'Himère en Sicile[7]. La flotte punique est détruite. Hamilcar est tué[8] ou se donne la mort sur le bûcher[9].
  - première guerre gréco-punique : Térillos, tyran d’Himère, chassé par Agrigente, avait fait appel à la fois au Carthaginois Hamilcar et à Anaxilas, tyran de Rhêgion, auquel la possession de Zancle (Messine), permettait de contrôler les détroits. Agrigente fait appel à Syracuse pour chasser les Carthaginois, qui cessent pendant 70 ans de s’intéresser à la Sicile et doivent se réfugier au sud de l'île, en particulier à Soloïs (Solonte). La défaite de Carthage conduit à l'abolition de la monarchie.

- Septembre : la population d'Athènes est, sur les conseils de Thémistocle et non sans mal, évacuée vers Trézène et les îles Saroniques.
- 21 septembre[10] : prise par les Perses, Athènes est incendiée et les habitants qui sont restés massacrés.

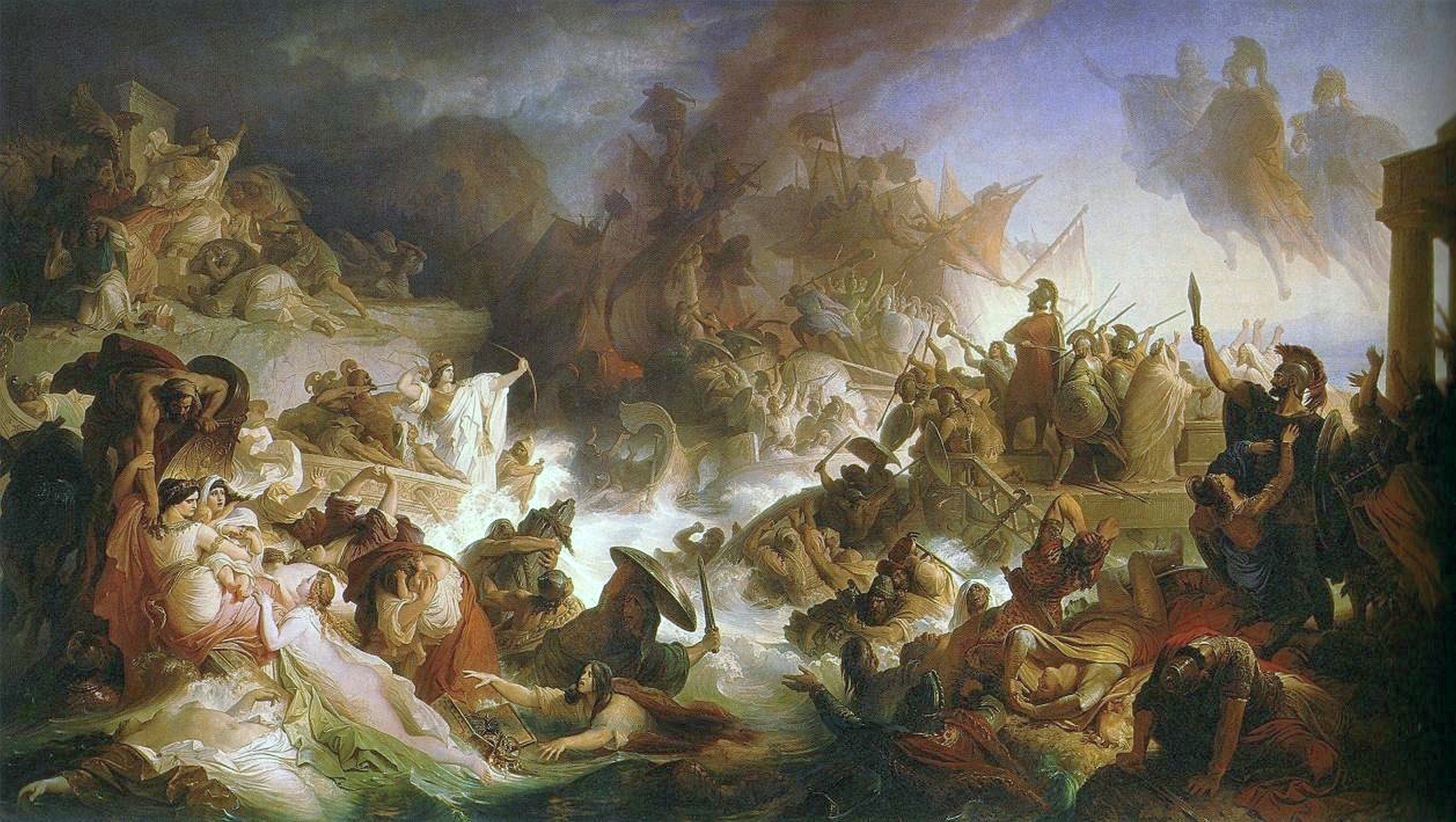
Wilhelm von Kaulbach, bataille de Salamine.

- 29 septembre : les Athéniens défont la marine perse à Salamine[1]. Plus de 1000 trirèmes perses participent à la bataille contre 380 athéniennes. L'armée perse se retire pour ses quartiers d'hiver en Thessalie. Xerxès Ier laisse le commandement à son beau-frère Mardonios et retourne en Perse. Les Grecs reprennent une partie des Cyclades, qu’ils mettent à contribution.

- 2 octobre : Éclipse solaire visible en Grèce[11], en phases partielles (~60 à 70%) d'une éclipse annulaire (passant plus au sud, au Sahara)[12].

- Création du royaume du Bosphore autour de Panticapée, sa capitale, sous la dynastie des Archéanactides[13]. Il unit des cités grecques et des barbares et fournit de grandes quantités de blé à la Grèce.
- Théagène de Thasos remporte l'épreuve de boxe aux Jeux Olympiques[14].

## Naissances en −480
- Euripide, célèbre tragédien grec, sur l'île de Salamine.
- Hérodote, historien et géographe grec, à Halicarnasse en Carie.

## Décès en −480
- Le roi Léonidas Ier de Sparte est tué à la bataille des Thermopyles.
- Pythagore de Samos, mathématicien et philosophe grec.
- Héraclite d'Éphèse (l’Obscur), philosophe ionien père de la pensée dialectique et de la théorie de l’évolution.
- Anaximène, philosophe ionien disciple d’Anaximandre.
- Hécatée de Milet, géographe et historien (né en −540).